# Vandana Singh
Vandana Singh (...) è una scrittrice e attivista indiana naturalizzata statunitense.
Specializzata in narrativa fantascientifica, è nota per le sue opere di fantascienza speculativa basate sul cambiamento climatico, che esplorano la relazione tra la crisi climatica, la crisi della biodiversità, la disuguaglianza sociale e il ruolo della donna in questi cambiamenti. Su tali tematiche è basata la relazione che ha tenuto al TED nel giugno 2022.

## Biografia
In gioventù ha militato nel gruppo di attivisti Kalpavriksh, occupandosi di giustizia ambientale e dei legami tra disuguaglianza sociale e problemi ecologici.
È professoressa di fisica e ambiente presso il Dipartimento di Ambiente, Società e Sostenibilità della Framingham State University in Massachusetts. Ha un dottorato di ricerca in fisica teorica delle particelle. 
Fa anche parte del Consiglio consultivo del METI (Messaging Extraterrestrial Intelligence), un'organizzazione no-profit che invia messaggi nello spazio per cercare di comunicare con altre civiltà.
Scrive soprattutto narrativa breve e diversi suoi racconti sono antologizzati nelle raccolte The Year's Best Science Fiction.
Il suo libro Ambiguity Machines and Other Stories è stato finalista al Philip K. Dick Award.
Vandana Singh è una dei quattro Climate Imagination Fellows globaliche sono stati selezionati dal Center for Science and the Imagination dell'Arizona State University allo scopo di scrivere racconti che si basinoo sulla scienza per immaginare come l'umanità potrà affrontare e vincere la sfida globale dei cambiamenti climatici.

## Opere
Narrativa
- Distances, Aqueduct Press, 2008, ISBN 978-1-933500-26-3
- Of love and other monsters, Aqueduct Press, 2007, ISBN 1933500166

- The Woman Who Thought She Was a Planet and Other Stories, Zubaan, in collaborazione con Penguin Books India, 2008, ISBN 8189884042 poi Zuban 2013 ISBN 9381017964
  - Infinités, Denoël, 2016, ISBN 2207131297
    - 자신 을 행성 이라 생각한 여자, Ajak, 2018, ISBN 9791189015367
- Ambiguity Machines and Other Stories, Small Beer Press, 2018, ISBN 1618731432
- Utopias of the Third Kind, PM Press, 22 marzo 2022, ISBN 978-1-62963-924-6.

Serie Younguncle
- Younguncle Comes to Town, Viking, 2006
- Younguncle in the Himalayas, Zubaan Books, 2015
  - Vacaciones en el Himalaya, Ediciones Siruela, 2007

Poesia
- A Portrait of the Artist, 2003
- Syllables of Old Lore, 2006
- The Choices of Leaves, 2006

Saggistica
Teaching Climate Change. Science, Stories, Justice Taylor & Francis Ltd, 2023, poi Routledge, 2024